# 미추리 8-1000
《미추리 8-1000》은 SBS TV에서 방송된 예능 프로그램이다. SBS는 해당 프로그램에 앞서 《더 팬》을 편성할 예정이었으며 이 프로그램의 금요일 편성설 당시 전현무가 MC 물망에 올랐으나 동시간대 MBC 《나 혼자 산다》와의 겹치기 출연 때문에 좌절됐고 우여곡절 끝에 토요일 프라임 시간대로 간신히 편성됐다.

## 미추리 8-1000 개요

### 기획 의도
- 미스터리 추적 마을 "미추리"에서 예측 불허 상황에 놓이게 되면서 벌어지는 24 시간 시골 미스터리 스릴러 예능 프로그램. (촬영지 : 경기도 양평군 청운면 여물리 (1기) / 충청남도 서천군 서면 월호리 (2기))

### 프로그램의 역사
- 2018년 11월 16일 ~ 2018년 12월 21일 : 매주 금요일 밤 11시 20분에 독립 편성되어 1부, 2부로 분할 방송되었는데 목요일 편성설이 있었으나 출연진 중의 한 명인 유재석이 동시간대 KBS 2TV 《해피투게더》공동 MC로 활동 중이었던 터라[2] 무산됐다.
- 2019년 2월 15일 ~ 2019년 3월 22일 : 매주 금요일 밤 11시 10분에 독립 편성되어 1부, 2부로 분할 방송되었다.

## 방송 시간
| 방송 채널 | 방송 기간                           | 방송 시간 | 방송 시간                    | 비고      |
| --------- | ----------------------------------- | --------- | ---------------------------- | --------- |
| SBS TV    | 2018년 11월 16일 ~ 2018년 12월 21일 | 1부       | 매주 금요일 밤 11:20 ~ 12:00 | 분리 편성 |
| SBS TV    | 2018년 11월 16일 ~ 2018년 12월 21일 | 2부       | 매주 금요일 밤 12:00 ~ 12:40 | 분리 편성 |
| SBS TV    | 2019년 2월 15일 ~ 2019년 3월 22일   | 1부       | 매주 금요일 밤 11:10 ~ 11:50 | 분리 편성 |
| SBS TV    | 2019년 2월 15일 ~ 2019년 3월 22일   | 2부       | 매주 금요일 밤 11:50 ~ 12:30 | 분리 편성 |

## 방송 시리즈
| 방송 시즌 | 방송 횟수 | 프로그램명    | 방송 기간                           | 출연진 및 패널                                                                | 스페셜 게스트                              |
| --------- | --------- | ------------- | ----------------------------------- | ----------------------------------------------------------------------------- | ------------------------------------------ |
| 1기       | 6부작     | 미추리 8-1000 | 2018년 11월 16일 ~ 2018년 12월 21일 | 유재석, 김상호, 손담비, 강기영, 장도연, 양세형, 임수향, 송강, 제니 (블랙핑크) |                                            |
| 2기       | 6부작     | 미추리 8-1000 | 2019년 2월 15일 ~ 2019년 3월 22일   | 유재석, 김상호, 손담비, 강기영, 장도연, 양세형, 임수향, 송강                  | 전소민, 연우 (모모랜드), 손나은 (에이핑크) |

## 시청률

### 2018년 (1 기)
| 회차 | 방송일    | AGB 시청률      |
| 회차 | 방송일    | 대한민국 (전국) |
| ---- | --------- | --------------- |
| 1    | 11월 16일 | 3.1%            |
| 1    | 11월 16일 | 3.3%            |
| 2    | 11월 23일 | 3.3%            |
| 2    | 11월 23일 | 3.3%            |
| 3    | 11월 30일 | 3.4%            |
| 3    | 11월 30일 | 3.5%            |
| 4    | 12월 7일  | 2.4%            |
| 4    | 12월 7일  | 3.0%            |
| 5    | 12월 14일 | 2.9%            |
| 5    | 12월 14일 | 2.9%            |
| 6    | 12월 21일 | 2.5%            |
| 6    | 12월 21일 | 2.8%            |

### 2019년 (2 기)
| 회차 | 방송일   | AGB 시청률      |
| 회차 | 방송일   | 대한민국 (전국) |
| ---- | -------- | --------------- |
| 1    | 2월 15일 | 3.4%            |
| 1    | 2월 15일 | 3.1%            |
| 2    | 2월 22일 | 2.8%            |
| 2    | 2월 22일 | 2.7%            |
| 3    | 3월 1일  | 2.8%            |
| 3    | 3월 1일  | 2.0%            |
| 4    | 3월 8일  | 3.2%            |
| 4    | 3월 8일  | 2.3%            |
| 5    | 3월 15일 | 2.5%            |
| 5    | 3월 15일 | 2.5%            |
| 6    | 3월 22일 | 2.4%            |
| 6    | 3월 22일 | 2.1%            |

## 참고 사항
- 본래 방송 예정일은 11월 9일이었지만, 전날 (8일) 진행 예정이 었던 한국 시리즈 4 차전 중계 가 우천으로 인한 취소로 11월 9일로 미뤄짐에 따라[4] 방송 시작일을 11월 16일로 변경하였다.